# Шестаков, Михаил Сергеевич
Михаи́л Серге́евич Шестако́в (укр. Михайло Сергійович Шестаков; род. 12 апреля 1990, Ладыжин, Винницкая область) — украинский футболист, нападающий клуба «Ольховцы».

## Биография
Михаил Шестаков родился 12 апреля 1990 в Ладыжине. Воспитанник ладыжинской ДЮСШ. До 23-летнего возраста выступал в составе таких любительских команд, как «Авангард-Энергия» (Ладыжин), «СКАД-Ялпуг» (Болград), «Совиньон» (Таирово).
В 2013 году подписал свой первый профессиональный контракт с одесским «Реал Фармой», который выступал во Второй украинской лиге. Защищал цвета команды в течение трех лет (55 матчей — 8 голов).
В сезоне 2016/2017 первый круг провел в «Балканах» из Зари, а во втором пополнил ряды одесской «Жемчужины», с которой выиграл чемпионат второй лиги и повысился в классе. В дебютном для себя чемпионате в Первой лиге провел за одесситов 26 матчей и отличился семью забитыми мячами.
В 2018 году перешел во второлиговую «Ниву» из Винницы. Первый круг нападающий провел за винничан, а после зимней паузы принял предложение ровенского «Вереса» за который выступает до настоящего времени. С июля 2019 года — капитан команды. Летом 2021 года продлил с «Вересом» контракт на один год.

## Семья
У Михаила Шестакова есть брат-близнец Сергей, который также является профессиональным футболистом